# 22 aprilie
ianuarie • februarie • martie  • aprilie  • mai  • iunie  • iulie  • august  • septembrie  • octombrie  • noiembrie  • decembrie
22 aprilie este a 112-a zi a calendarului gregorian și ziua a 113-a în anii bisecți. Mai sunt 253 de zile până la sfârșitul anului.

## Evenimente

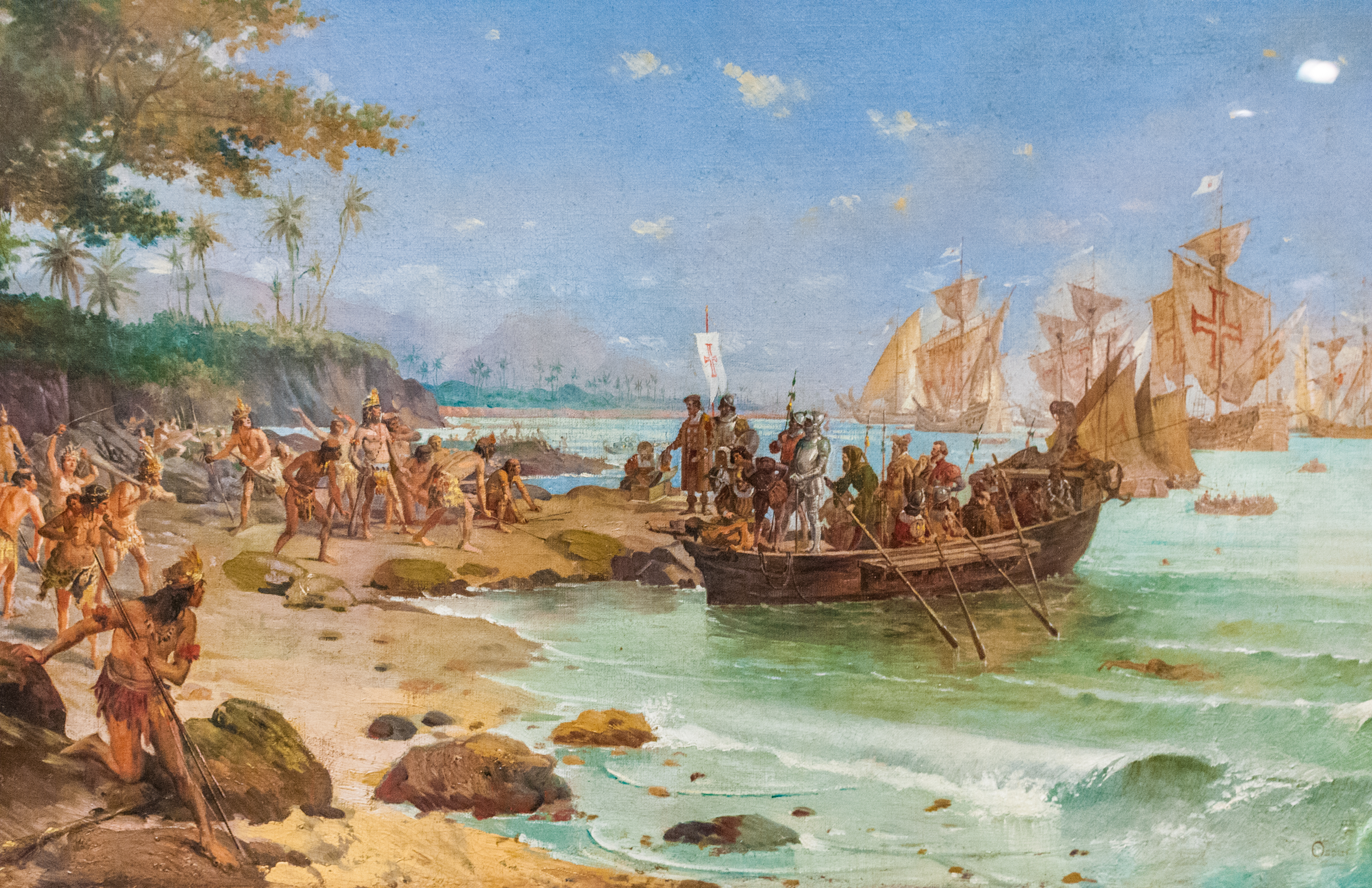
1500: Navigatorul portughez Pedro Álvares Cabral a descoperit Brazilia.

- 1500: Navigatorul portughez Pedro Álvares Cabral a descoperit Brazilia.
- 1509: Henric al VIII-lea a fost încoronat rege al Angliei.
- 1529: Spania și Portugalia încheie un tratat la Zaragoza, prin care își împărțeau coloniile din emisfera estică.
- 1866: A avut loc primul concert simfonic din București, la Teatrul cel Mare, sub conducerea lui Eduard Wachmann (în program, lucrări de Beethoven, Mozart, Haydn).
- 1913: "Pravda", "vocea" Partidului Comunist al Uniunii Sovietice și-a făcut apariția în Petersburg.
- 1867: Stabilirea monedei naționale leu, ca o monedă bimetalică cu etalonul la 5 grame de argint sau 0,3226 grame de aur și având 100 de diviziuni, numite bani. Primele monede emise au fost cele divizionare din bronz, cu valori nominale de 1 ban, 2 bani, 5 bani și 10 bani, care au fost bătute în Anglia în 1867.
- 1915: La această dată a avut loc primul atac cu gaze asfixiante, folosite de germani pe frontul din Flandra, în timpul Primului Război Mondial (în 1917, în jurul localității belgiene Ypres, vor fi utilizate pentru prima oară gazele toxice, iperita luându-și numele de la acest oraș; la 13 ianuarie 1993, la Paris se va semna "Convenția cu privire la interzicerea elaborării, producerii, depozitării și utilizării armamentului chimic și lichidarea acestuia", intrată în vigoare la 29 aprilie 1997).
- 1925: Eveniment în lumea automobilisticii: uzinele Ford, din Anvers, au fabricat 50.000 de mașini în serie.
- 1970: Se sărbătorește pentru prima dată Ziua Pământului.[1]
- 1980: S-a încheiat construcția primei nave transportor frigorifice construită în țară (la Galați), “Polar 7”, cu o capacitate de 6.800 tdw.
- 1990: După un miting electoral al PNȚCD (înaintea alegerilor din 20 mai), o parte dintre manifestanți se baricadează în Piața Universității din București (unul dintre locurile-simbol ale Revoluției anticomuniste din decembrie 1989), blocând (până la 13 iunie) circulația pe cele două artere principale ce străbat această zonă centrală a Capitalei; această acțiune social-politică a căpătat denumirea de "fenomenul Piața Universității".
- 1996: Consiliul Național Palestinian și–a deschis lucrările, dupa 32 de ani de exil.
- 1999: Parlamentul României aproba cererea NATO de acces în spațiul aerian al României, pentru operațiunile asupra Iugoslaviei.
- 2005: Postul de televiziune Al-Jazeera a difuzat o înregistrare cu cei trei jurnaliști români răpiți în Irak, postul susținând că răpitorii cer retragerea trupelor române din Irak în patru zile, altfel vor ucide ostaticii.

## Nașteri

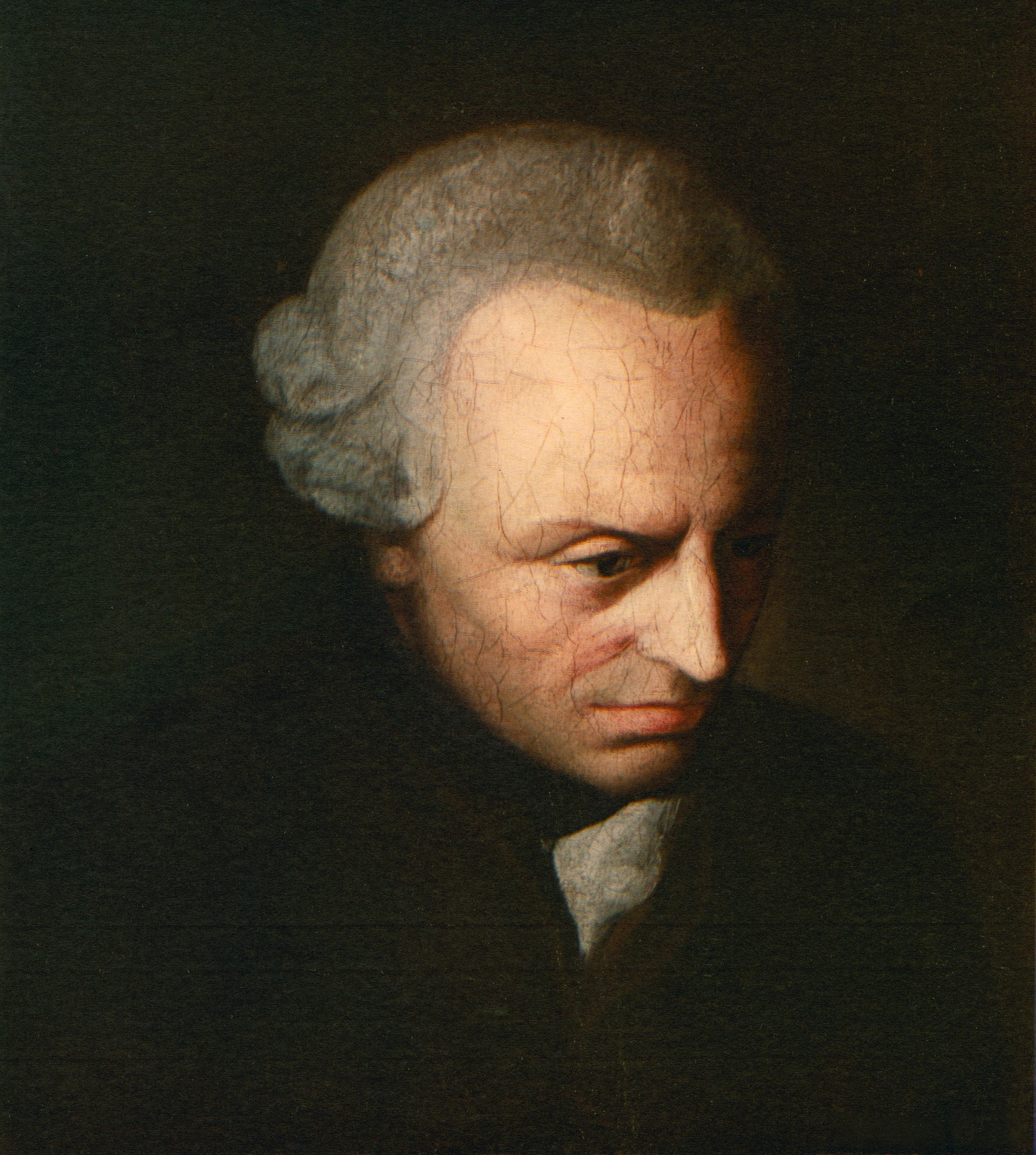
Immanuel Kant, filosof german

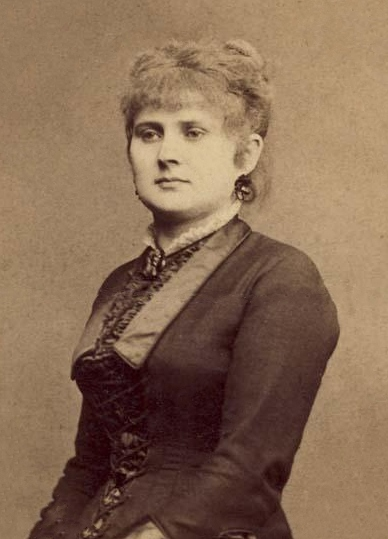
Veronica Micle, poetă română

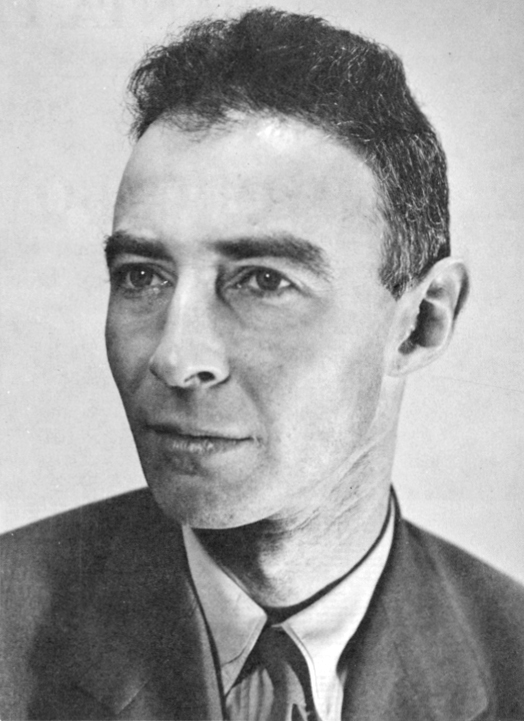
Robert Oppenheimer, fizician american

- 1451: Isabella de Castilia (d. 1504)
- 1610: Papa Alexandru al VIII-lea (d. 1691)
- 1640: Mariana Alcoforado, călugăriță, scriitoare portugheză (d. 1723)
- 1724: Immanuel Kant, filosof german (d. 1804)
- 1766: Madame de Staël, autoare franceză (d. 1817)
- 1780: Prințesa Henriette de Nassau-Weilburg (d. 1857)
- 1850: Veronica Micle, poetă română (d. 1889)
- 1852: William al IV-lea, Mare Duce de Luxemburg (d. 1912)
- 1868: Arhiducesa Marie Valerie de Austria, fiica cea mică a împăratului Franz Joseph (d. 1924)
- 1870: Vladimir Ilici Lenin, politician rus (d. 1924)
- 1872: Prințesa Margareta a Prusiei (d. 1954)
- 1873: Ellen Glasgow, scriitoare americană (d. 1945)
- 1881: Aleksandr Kerenski, politician rus (d. 1970)
- 1891: Nicola Sacco, anarhist american de origine italiană (d. 1927)
- 1894: Camil Petrescu, scriitor român,  romancier, dramaturg, doctor în filozofie, nuvelist și poet (d. 1957)
- 1904: Robert Oppenheimer, fizician american (d. 1967)
- 1906: Prințul Gustav Adolf, Duce de Västerbotten (d. 1947)
- 1909: Rita Levi-Montalcini, neurobiolog, laureată a Premiului Nobel (d. 2012
- 1910: Friedrich Franz, Mare Duce Ereditar de Mecklenburg-Schwerin (d. 2001)
- 1914: Constantin I. Gulian, filosof român, membru al Academiei Române (d. 2011)
- 1916: Yehudi Menuhin, violonist, elev al lui George Enescu (d. 1999)
- 1919: Donald J. Cram, chimist american, laureat Nobel (d. 2001)
- 1924: Ion Lucian, actor român de teatru și film (d. 2012)
- 1927: Pascal Bentoiu, compozitor și muzicolog român (d. 2016)
- 1928: Estelle Harris, actriță americană (d. 2022)
- 1937: Jack Nicholson, actor american
- 1943: Louise Glück,  poetă și eseistă americană, laureată a Premiului Nobel pentru Literatură (2020) (d. 2023)
- 1948: George Abela, politician maltez, președinte al Maltei în perioada 2009-2014
- 1951: Vladimir Spidla, prim-ministru al Cehiei
- 1953: Irinel Popescu, medic chirurg român
- 1957: Donald Tusk, politician polonez, prim-ministru al Poloniei, președinte al Consiliului European

## Decese
- 0296: Papa Caius
- 0536: Papa Agapet I

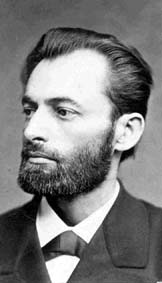
Vasile Conta, filozof român

- 1758: Antoine de Jussieu, naturalist francez (n. 1686)
- 1821: Grigore al V-lea al Constantinopolului, patriarh (n. 1746)
- 1874: Octave Tassaert, pictor francez (n. 1800)
- 1876: Infanta Isabel Maria a Portugaliei (n. 1801)
- 1882: Vasile Conta, filozof român (n. 1845)
- 1892: Edouard Lalo, compozitor francez (n. 1823)
- 1897: Ion Ghica, om politic și economist român, președinte al Academiei Române (n. 1816)
- 1908: Henry Campbell-Bannerman, prim-ministru al Regatului Unit (n. 1836)
- 1930: Jeppe Aakjær, scriitor și poet danez (n. 1866)
- 1933: Frederick Henry Royce, constructor auto britanic, co-fondator al companiei Rolls-Royce (n. 1863)
- 1965: Petre Antonescu, arhitect român (n. 1873)
- 1984: Ansel Adams, fotograf american (n. 1902)
- 1986: Mircea Eliade, scriitor român (n. 1907)
- 1989: Emilio Gino Segrè, fizician italo-american, laureat Nobel (n. 1905)
- 1994: Richard Nixon, om politic american, al 37-lea președinte al Statelor Unite (n. 1913)
- 1996: Mircea Ciobanu, prozator român (n. 1940)
- 2006: Alida Valli, actriță italiană (n. 1921)
- 2022: Mircea Anghelescu, istoric literar român (n. 1941)
- 2024: Ecaterina Oproiu, critic de film, realizatoare de filme documentare, dramaturg român (n. 1929)

## Sărbători
- Ziua Planetei Pământ